# Montfaucon-en-Velay
Montfaucon-en-Velay település Franciaországban, Haute-Loire megyében. Lakosainak száma 1136 fő (2022. január 1.). Montfaucon-en-Velay Dunières, Montregard és Raucoules községekkel határos.

## Népesség
A település népességének változása:
| Lakosok száma | 1206 | 1352 | 1381 | 1142 | 1265 | 1257 | 1202 | 1149 | 1152 | 1136 |
|               | 1968 | 1982 | 1990 | 2006 | 2013 | 2015 | 2017 | 2019 | 2020 | 2022 |